# Видахим
„Видахим“ АД, срещано и като „ВИДАХИМ“, е компания от химическата промишленост във Видин за производство на полиамидни влакна и гуми за МПС – автомобилни гуми и др.
Това е най-голямата (по персонал и продажби) производствена компания в града, както и единственият производител на автомобилни гуми в страната.
|  |

## История
Стопанският комбинат „Видахим“ е построен в края на 1960-те години. Първата продукция е пусната през 1969 г. Официално комбинатът е открит през 1970 г.
Постепенно комбинатът се разраства, като добавя нови мощности и развива приложна научноизследователска и развойна дейност. Броят на работещите работници, служители и учени надхвърля 8000 души (днес са по-малко от 600), с което заема водещото място във Видински окръг. На основата на комбината през 1980-те години се създава Държавно стопанско обединение „Видахим“ в състав от следните основни подразделения:
- Завод за полиамидни влакна „Видлон“,
- Завод за пневматични гуми „Вида“,
- Ремонтно-механичен завод,
- Топлоелектрическа централа (наричана ТЕЦ „Видин“),
- Научноизследователски институт.

По замисъл във „Видахим“ се развива производството на полиамидни влакна (използвани също за текстил и въжета) и на тяхна основа се произвеждат пневматични гуми за автомобили (леки и тежки), автобуси, трактори и пр. Със своя капацитет, нова техника и технологии „Видахим“ надхвърля в пъти производството на гуми в стария Завод за автомобилни гуми в София, за който остават непретенциозните гуми за електро- и мотокари. „Видахим“ се радва на висока популярност в страната на нейните гуми за леки автомобили, особено от серията „Вида спорт“. Въпреки незадоволеното вътрешно търсене фирмата успешно изнася на външни пазари, чрез отрасловия монополен износител „Химимпорт“, автомобилни гуми и други свои продукти.
В края на 1980-те години започва усвояване производството на безкамерни гуми по технология на италианския производител Пирели, приспособена по разработка на научноизследователски институт в Ленинград. За тази модернизация „Видахим“ взима милионен заем, който при срива на вътрешния и външните пазари при прехода към пазарна икономика довежда до бърз срив на дружеството. Поради стремежа за пряка търговия с чужбина и при липсата на собствен опит и кадри бързо падат продажбите за износ; стопанското обединение се разформирова, научноизследователският институт е закрит. През 1996 г. дружеството е включено в списъка на държавните компании, на които се забранява да теглят нови заеми, което го обрича на фалит.
Въпреки фактическия банкрут дружеството е включено в масовата приватизация в средата на 1990-те години. Раздържавяването обаче не води до оздравяване на предприятието, а единствено помага на държавата да се отърве от финансовото му бреме. Производството спира, а продукцията, материалите, суровините, машините и оборудването са оставени на произвола на грабители.
Фирмата е преобразувана във „Видахим“ АД (1998) и по-късно е регистрирана като публично дружество. През ноември 2004 г. след приватизация е възстановено производството на пневматични гуми. В края на 2012 г. „Пристисгруп – водно строителство“ АД има мажоритарен дял (70 % от акциите), други големи акционери са „Мис“ ЕООД (16,9 %) и „Индустриалстрой“ ООД (8 %)..

## Продукция
Някога за основните продукти са ползвани търговски марки – полиамидни влакна „Видлон“ и пневматични гуми „Вида“.
Днес полиамидни влакна не се произвеждат. Основните приходи от продажби на „Видахим“ АД са от:
- електроенергия – от ТЕЦ „Видахим“
- гуми за:
  - електрокари и високоповдигачи
  - селскостопански машини
  - лекотоварни автомобили и ремаркета
  - строителни машини
  - земекопни машини

## Спорт
СК „Видахим“, като най-голяма компания в града и окръга, успява да развие работническия спорт в своя спортен клуб „Химик“ и да създаде реална конкуренция в града на спортния клуб „Бдин“. Отборът на „Химик“ по баскетбол например се оказва по-добър и дълго представя окръга на национално ниво.
С оглед да се изпитва качеството на произвежданите автомобилни гуми комбинатът започва да организира „Рали Вида“ още от началото на 1970 г. То добива широка популярност в страната, включено е в Европейския рали шампионат в края на 1980-те години.